# Educadora FM (Salvador)
Educadora FM é uma emissora de rádio brasileira sediada em Salvador, capital do estado da Bahia. Opera no dial FM, na frequência 107,5 MHz, e é vinculada à Secretaria de Educação do Estado da Bahia, através do Instituto de Radiodifusão Educativa da Bahia (IRDEB).

## História
Foi inaugurada em 31 de março de 1978, e desde então abre sua programação para artistas baianos de estilos diversos, principalmente aqueles que têm pouco acesso às emissoras comerciais.
Desde 2003, a programação vem passando por um processo de modernização, com o lançamento de programas dedicado a gêneros como jazz, rock, blues, reggae, salsa e black music, entre outros.
A emissora promove também um festival de música anual voltado para músicos da Bahia, o Festival de Música Educadora FM, único festival de música entre as rádios baianas, e que premia obras musicais inéditas e gravadas, entre músicas com letra e instrumentais, fomentando a produção musical no estado da Bahia.
Em março de 2018, a rádio completou 40 anos, e para celebrar esse momento, foi lançado um documentário, que mostra parte da história da rádio, reunindo depoimentos de artistas, jornalistas, ex-funcionários, além de nomes consagrados que passaram pela rádio.
A Rádio Educadora transmite ao longo do ano, ao vivo e com exclusividade, shows de grandes nomes da música brasileira, além de veicular a transmissão exclusiva de todos os shows do Pelourinho durante o São João e o Carnaval.
Giro Nordeste, programa das rádios públicas do Nordeste, lançado em 2019, é o primeiro programa de rádio do Consórcio Interestadual de Desenvolvimento Sustentável do Nordeste (Consórcio Nordeste), e integra a grade de jornalismo da Rádio Educadora, sendo veiculado de segunda a sexta-feira, às 20h.

## Programas
- Agenda Cultural
- Bora Mamãe
- Brasil Pandeiro
- Educadora Blues
- Encontro com o Chorinho
- Especial das Seis
- Evolução Hip Hop
- Feita na Bahia
- Festival de Música Educadora FM
- Forró paraTodos
- Grafias Eletrônicas
- Mais Caribe
- Memória do Rádio
- Multicultura
- Música que o "pariu"
- Swing Educadora
- No Balanço do Reggae
- Prelúdio Neojiba
- Radioca
- Tambores da Liberdade
- Twitta que eu Toco
- Vozes do Brasil